# M.O.D.A.
M.O.D.A. è stato un rotocalco televisivo de LA7, condotto dalla giornalista Cinzia Malvini sul mondo dello stile e del design in onda dal 2001 al 2013.
Rappresentava l'evoluzione di Ladies&Gentlemen, programma nato su TMC nel 1990. L'acronimo M.O.D.A. fa riferimento a moda, design, Attualità e altro... 
Per un periodo il titolo è stato ...Moda.
Il programma forniva notizie legate al mondo del fashion system e del design con la presenza in studio di un ospite intervistato dalla conduttrice.
Fu trasmesso inizialmente al sabato notte per poi trasferisci alla domenica andando in onda alle 0.30.